# Achatinella casta

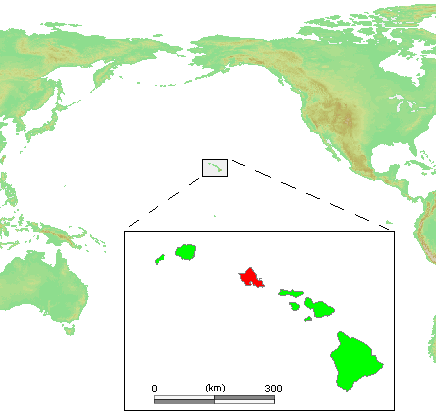
Verbreitungsgebiet von Achatinella casta

Achatinella casta ist eine ausgestorbene Schneckenart aus der auf der Insel Oʻahu endemischen Landlungenschneckengattung Achatinella.

## Beschreibung
Achatinella casta erreichte eine Gehäuselänge von 16,5 mm und einen Gehäusedurchmesser von 8,25 mm. Das robuste Gehäuse war konisch verlängert und glänzend poliert. Es gab sowohl rechts- als auch linksgewundene Gehäuse. Die sechs rundlichen Windungen waren an der Oberseite gerandet. Die Mündung war fast eiförmig und ziemlich klein. Die einfache Lippe war innen verdickt. Die Spindel war kurz mit einer stark gewundenen bräunlichen Querlamelle. Die Gehäusefärbung war entweder weiß oder gelb mit extrem unterschiedlichen schwarzen, braunen, rosa oder weißen Querbändern, die verschiedenartig angeordnet waren.

## Verbreitung
Das Vorkommen von Achatinella casta war auf die Region der Waimalu-Waiau-Kette sowie auf die Distrikte ʻEwa, Hālawa und Waipiʻo auf der Insel Oʻahu beschränkt. Die nördliche Grenze des Verbreitungsgebietes war das Tal unterhalb des Mauna Rua.

## Status
Ursachen und Zeitpunkt des Aussterbens sind unbekannt. Die Art ist durch die Sammlungen von Wesley Newcomb, Charles Montague Cooke und Irwin Spalding bekannt geworden.